# Дискография Троя Сивана
Дискография австралийского певца и автора песен Троя Сивана состоит из двух студийных альбомов, пяти мини-альбомов, одного ремикс-альбома, одного видеоальбома, двадцати трёх синглов (в том числе трёх в качестве приглашённого исполнителя) и десяти промо-синглов (в том числе одного в качестве приглашённого исполнителя).
15 августа 2014 года Трой выпустил свой первый мини-альбом на мейджор-лейбле под названием TRXYE, который занял пятое место в американском Billboard 200. Главный сингл с мини-альбома Happy Little Pill занял 10 место в австралийском чарте синглов. 4 сентября 2015 года Сиван выпустил на мейджор-лейбле свой второй мини-альбом Wild. Его дебютный студийный альбом Blue Neighborhood вышел 4 декабря 2015 года. Его первый сингл «Youth» стал первым синглом Сивана, который вошёл в топ-40 чарта Billboard Hot 100, достигнув 23 места и принёс ему первое место в чарте Billboard Dance Club Songs. Его второй студийный альбом Bloom (2018) занял третье место в Австралии и четвёртое место в чарте Billboard 200 . Его главный сингл «My My My!» стал вторым треком в дискографии Сивана, занявшим первое место в чарте Dance Club Songs.

## Альбомы

### Студийные альбомы
| Название           | Детали | Высшие позиции в чартах | Высшие позиции в чартах | Высшие позиции в чартах | Высшие позиции в чартах | Высшие позиции в чартах | Высшие позиции в чартах | Высшие позиции в чартах | Высшие позиции в чартах | Высшие позиции в чартах | Высшие позиции в чартах | Сертификации                                                                    |
| Название           | Детали | Австралия               | Канада                  | Дания                   | Германия                | Ирландия                | Нидерланды              | Новая Зеландия          | Швеция                  | Великобритания          | США                     | Сертификации                                                                    |
| ------------------ | --- | ----------------------- | ----------------------- | ----------------------- | ----------------------- | ----------------------- | ----------------------- | ----------------------- | ----------------------- | ----------------------- | ----------------------- | ------------------------------------------------------------------------------- |
| Blue Neighbourhood | - Релиз: 4 декабря 2015 - Лейбл: EMI, Capitol - Форматы: компакт-диск, долгоиграющая пластинка, цифровая дистрибуция  | 6                       | 11                      | 19                      | 73                      | 30                      | 25                      | 3                       | 10                      | 43                      | 7                       | - ARIA: платина - BPI: золото - GLF: золото - IFPI Дания: золото - RIAA: золото |
| Bloom              | - Релиз: 31 августа 2018 - Лейбл: EMI, Capitol - Форматы: компакт-диск, долгоиграющая пластинка, цифровая дистрибуция | 3                       | 13                      | 21                      | 35                      | 7                       | 16                      | 3                       | 15                      | 10                      | 4                       | - ARIA: золото                                                                  |

### Ремикс-альбомы
| Название                         | Детали                                                                       |
| -------------------------------- | ---------------------------------------------------------------------------- |
| Blue Neighbourhood (The Remixes) | - Релиз: 18 ноября 2016 - Лейбл: EMI, Capitol - Формат: цифровая дистрибуция |

### Видеоальбомы
| Название | Детали                                                    |
| -------- | --------------------------------------------------------- |
| Wild     | - Релиз: 22 июля 2016 - Лейбл: EMI, Capitol - Формат: VHS |

## Мини-альбомы
| Dare to Dream                                                                             | - Релиз: июнь 2007 - Лейбл: независимый - Форматы: компакт-диск, цифровая дистрибуция                                | — | — | — | —   | —  | —  | —  | —  | —  | —  | Нет информации |
| June Haverly                                                                              | - Релиз: 22 июня 2012 - Лейбл: независимый - Форматы: цифровая дистрибуция                                           | — | — | — | —   | —  | —  | —  | —  | —  | —  | Нет информации |
| TRXYE                                                                                     | - Релиз: 15 августа 2014 - Лейбл: EMI - Форматы: компакт-диск, цифровая дистрибуция                                  | — | 2 | — | 177 | —  | —  | 2  | —  | —  | 5  | - США: 73 тыс. |
| Wild                                                                                      | - Релиз: 4 сентября 2015 - Лейбл: EMI, Capitol - Форматы: компакт-диск, цифровая дистрибуция                         | 1 | 6 | 7 | 96  | 37 | 5  | 3  | 11 | 5  | 5  | - США: 60 тыс. |
| In a Dream                                                                                | - Релиз: 21 августа 2020 - Лейбл: EMI, Capitol - Форматы: компакт-диск, цифровая дистрибуция, винил, компакт-кассета | 3 | — | — | —   | 43 | 76 | 27 | —  | 34 | 70 | Нет информации |
| «—» обозначает релизы, которые не попали в чарты или не были выпущены на этой территории. | |   |   |   |     |    |    |    |    |    |    |                |

## Синглы

### Как ведущий исполнитель
| Год                                                                                       | Название                                                       | Высшие позиции в чартах | Высшие позиции в чартах | Высшие позиции в чартах | Высшие позиции в чартах | Высшие позиции в чартах | Высшие позиции в чартах | Высшие позиции в чартах | Высшие позиции в чартах | Высшие позиции в чартах | Высшие позиции в чартах | Сертификации | Альбом / Фильм                  |
| Год                                                                                       | Название                                                       | Австралия               | Канада                  | Дания                   | Германия                | Ирландия                | Голландия               | Новая Зеландия          | Швеция                  | Великобритания          | США                     | Сертификации | Альбом / Фильм                  |
| ----------------------------------------------------------------------------------------- | -------------------------------------------------------------- | ----------------------- | ----------------------- | ----------------------- | ----------------------- | ----------------------- | ----------------------- | ----------------------- | ----------------------- | ----------------------- | ----------------------- | --- | ------------------------------- |
| 2014                                                                                      | «Happy Little Pill»                                            | 10                      | 50                      | 11                      | 87                      | 11                      | 85                      | 2                       | —                       | 86                      | 92                      | - ARIA: платина - RIAA: золото                                                                                                  | TRXYE                           |
| 2015                                                                                      | «Wild»                                                         | 16                      | 72                      | —                       | —                       | 62                      | —                       | 29                      | —                       | 62                      | —                       | - ARIA: двойная платина - RIAA: золото                                                                                          | Wild и Blue Neighbourhood       |
| 2015                                                                                      | «Youth»                                                        | 17                      | 47                      | —                       | 22                      | 62                      | 78                      | 23                      | 74                      | 96                      | 23                      | - ARIA: тройная платина - BPI: серебро - BVMI: золото - GLF: платина - IFPI DEN: золото - RIAA: двойная платина - RMNZ: платина | Blue Neighbourhood              |
| 2016                                                                                      | «Talk Me Down»                                                 | 36                      | —                       | —                       | —                       | —                       | —                       | —                       | —                       | 118                     | —                       | - ARIA: золото | Blue Neighbourhood              |
| 2016                                                                                      | «Wild» (при участии Алессии Кары)                              | 26                      | —                       | —                       | —                       | —                       | —                       | —                       | —                       | —                       | —                       | Нет сертификаций | Blue Neighbourhood              |
| 2016                                                                                      | «Heaven» (при участии Бетти Ху)                                | —                       | —                       | —                       | —                       | —                       | —                       | —                       | —                       | —                       | —                       | Нет сертификаций | Blue Neighbourhood              |
| 2017                                                                                      | «There for You» (совместно с Мартином Гарриксом)               | 23                      | 48                      | 26                      | 31                      | 28                      | 21                      | 22                      | 34                      | 40                      | 94                      | - ARIA: платина - BPI: серебро - BVMI: золото - GLF: золото - IFPI DEN: золото - MC: платина - RIAA: золото - RMNZ: золото      | Внеальбомный сингл              |
| 2018                                                                                      | «My My My!»                                                    | 14                      | 57                      | —                       | 87                      | 32                      | 79                      | 25                      | 65                      | 38                      | 80                      | - ARIA: двойная платина - BPI: серебро - MC: золото - RIAA: золото                                                              | Bloom                           |
| 2018                                                                                      | «The Good Side»                                                | —                       | —                       | —                       | —                       | —                       | —                       | —                       | —                       | —                       | —                       | Нет сертификаций | Bloom                           |
| 2018                                                                                      | «Strawberries & Cigarettes»                                    | —                       | —                       | —                       | —                       | —                       | —                       | —                       | —                       | —                       | —                       | Нет сертификаций | «С любовью, Саймон» (саундтрек) |
| 2018                                                                                      | «Bloom»                                                        | 34                      | —                       | —                       | —                       | —                       | —                       | —                       | —                       | —                       | —                       | - ARIA: платина | Bloom                           |
| 2018                                                                                      | «Dance to This» (при участии Арианы Гранде)                    | 39                      | 85                      | —                       | —                       | 52                      | —                       | —                       | 98                      | 64                      | —                       | - ARIA: платина - BPI: серебро - RIAA: золото                                                                                   | Bloom                           |
| 2018                                                                                      | «Animal»                                                       | —                       | —                       | —                       | —                       | —                       | —                       | —                       | —                       | —                       | —                       | Нет сертификаций | Bloom                           |
| 2018                                                                                      | «1999» (совместно с Charli XCX)                                | 18                      | —                       | —                       | —                       | 28                      | —                       | —                       | —                       | 13                      | —                       | - ARIA: двойная платина - BPI: платина - IFPI DEN: золото                                                                       | Charli                          |
| 2018                                                                                      | «Revelation» (совместно с Jónsi)                               | —                       | —                       | —                       | —                       | —                       | —                       | —                       | —                       | —                       | —                       | Нет сертификаций | «Стёртая личность» (саундтрек)  |
| 2018                                                                                      | «Somebody to Love»                                             | —                       | —                       | —                       | —                       | —                       | —                       | —                       | —                       | —                       | —                       | Нет сертификаций | Внеальбомный сингл              |
| 2019                                                                                      | «I'm So Tired…» (совместно с Lauv)                             | 11                      | 57                      | 40                      | 42                      | 4                       | 67                      | 9                       | 37                      | 8                       | 81                      | - ARIA: тройная платина - BPI: платина - BVMI: золото - IFPI DEN: золото - MC: платина - RIAA: платина - RMNZ: платина          | How I’m Feeling                 |
| 2020                                                                                      | «Take Yourself Home»                                           | 91                      | —                       | —                       | —                       | —                       | —                       | —                       | —                       | —                       | —                       | Нет сертификаций | In a Dream                      |
| 2020                                                                                      | «Easy»                                                         | —                       | —                       | —                       | —                       | —                       | —                       | —                       | —                       | —                       | —                       | - ARIA: золото | In a Dream                      |
| 2020                                                                                      | «Rager Teenager!»                                              | —                       | —                       | —                       | —                       | —                       | —                       | —                       | —                       | —                       | —                       | Нет сертификаций | In a Dream                      |
| 2020                                                                                      | «Easy» (совместно с Кейси Масгрейвс при участии Марка Ронсона) | —                       | —                       | —                       | —                       | —                       | —                       | —                       | —                       | —                       | —                       | Нет сертификаций | Внеальбомные синглы             |
| 2021                                                                                      | «You» (совместно с Regard и Тейт Макрей)                       | 51                      | 38                      | —                       | —                       | 50                      | 30                      | —                       | 68                      | 46                      | 58                      | - BPI: платина - RIAA: золото                                                                                                   | Внеальбомные синглы             |
| 2021                                                                                      | «Could Cry Just Thinkin About You»                             | —                       | —                       | —                       | —                       | —                       | —                       | —                       | —                       | —                       | —                       | Нет сертификаций | Внеальбомные синглы             |
| 2021                                                                                      | «Angel Baby»                                                   | —                       | —                       | —                       | —                       | —                       | —                       | —                       | —                       | —                       | —                       | Нет сертификаций | TBA                             |
| 2022                                                                                      | «Trouble» (совместно с Джей Сом)                               | —                       | —                       | —                       | —                       | —                       | —                       | —                       | —                       | —                       | —                       | Нет сертификаций | «Три месяца»                    |
| 2022                                                                                      | «Wait» (совместно с Gordi)                                     | —                       | —                       | —                       | —                       | —                       | —                       | —                       | —                       | —                       | —                       | Нет сертификаций | «Три месяца»                    |
| «—» обозначает релизы, которые не попали в чарты или не были выпущены на этой территории. |                                                                |                         |                         |                         |                         |                         |                         |                         |                         |                         |                         | |                                 |

### Как приглашённый исполнитель
| Год                                                                                       | Название                                   | Высшие позиции в чартах | Высшие позиции в чартах | Альбом             |
| Год                                                                                       | Название                                   | Австралия               | США Электронные         | Альбом             |
| ----------------------------------------------------------------------------------------- | ------------------------------------------ | ----------------------- | ----------------------- | ------------------ |
| 2015                                                                                      | «Papercut» (Zedd при участии Троя Сивана)  | 93                      | 31                      | True Colors        |
| 2016                                                                                      | «Hands» (совместно с различными артистами) | —                       | —                       | Внеальбомный сингл |
| 2019                                                                                      | «Love Me Wrong» (совместно с Allie X)      | —                       | —                       | Cape God           |
| «—» обозначает релизы, которые не попали в чарты или не были выпущены на этой территории. |                                            |                         |                         |                    |

### Промо-синглы
| Год  | Название                                    | Альбом              |
| ---- | ------------------------------------------- | ------------------- |
| 2011 | «Crazy Love»                                | Внеальбомные синглы |
| 2011 | «The One That Got Away»                     | Внеальбомные синглы |
| 2011 | «Love Is a Losing Game»                     | Внеальбомные синглы |
| 2011 | «Pumped Up Kicks»                           | Внеальбомные синглы |
| 2012 | «Someone like You»                          | Внеальбомные синглы |
| 2012 | «Sea of Love»                               | Внеальбомные синглы |
| 2012 | «The 2012 Song»                             | Внеальбомные синглы |
| 2012 | «We’re my OTP»                              | Внеальбомные синглы |
| 2013 | «The Fault in Our Stars»                    | TRXYE               |
| 2019 | «2099» (Charli XCX при участии Троя Сивана) | Charli              |

## Другие песни в чартах
| Год                                                                                  | Название                                             | Высшие позиции в чартах | Высшие позиции в чартах | Высшие позиции в чартах | Высшие позиции в чартах | Сертификации                  | Альбом / Шоу                         |
| Год                                                                                  | Название                                             | Австралия               | Ирландия                | Новая Зеландия «Hot»    | США (по стране)         | Сертификации                  | Альбом / Шоу                         |
| ------------------------------------------------------------------------------------ | ---------------------------------------------------- | ----------------------- | ----------------------- | ----------------------- | ----------------------- | ----------------------------- | ------------------------------------ |
| 2015                                                                                 | «Fools»                                              | 85                      | —                       | —                       | —                       | - ARIA: золото - RIAA: золото | Wild                                 |
| 2018                                                                                 | «Seventeen»                                          | —                       | —                       | 14                      | —                       | Нет сертификаций              | Bloom                                |
| 2018                                                                                 | «Postcard» (при участии Gordi)                       | —                       | —                       | 22                      | —                       | Нет сертификаций              | Bloom                                |
| 2018                                                                                 | «Plum»                                               | —                       | 92                      | 11                      | —                       | Нет сертификаций              | Bloom                                |
| 2019                                                                                 | «Glittery» (совместно с Кейси Масгрейвс)             | —                       | —                       | —                       | 33                      | Нет сертификаций              | «Рождественское шоу Кейси Масгрейвс» |
| 2020                                                                                 | «Could Cry Just Thinkin About You» (Интерлюд-версия) | —                       | —                       | 36                      | —                       | Нет сертификаций              | In a Dream                           |
| 2020                                                                                 | «Stud»                                               | —                       | —                       | 35                      | —                       | Нет сертификаций              | In a Dream                           |
| 2020                                                                                 | «In a Dream»                                         | —                       | —                       | 10                      | —                       | Нет сертификаций              | In a Dream                           |
| «—» обозначает релизы, которые не были выпущены в этой стране или не попали в чарты. |                                                      |                         |                         |                         |                         |                               |                                      |

## Другие появления
| Год  | Название                        | Фильм   |
| ---- | ------------------------------- | ------- |
| 2010 | «Just One of the Boys»          | «Малек» |
| 2010 | «Just One Minute»               | «Малек» |
| 2010 | «Dear Lord & Father of Mankind» | «Малек» |
| 2010 | «Giving It All»                 | «Малек» |

## Участие в написании песен
| Год  | Название            | Исполнитель   | Альбом / Фильм                             | Роль    |
| ---- | ------------------- | ------------- | ------------------------------------------ | ------- |
| 2016 | «Careless Game»     | Алфи Аркури   | Zenith                                     | Соавтор |
| 2017 | «Vintage»           | Allie X       | CollXtion II                               |         |
| 2018 | «The Other Side»    | Бетти Ху      | «Сьерра Берджесс — неудачница» (саундтрек) |         |
| 2018 | «Kid Wonder»        | Allie X       | «Сьерра Берджесс — неудачница» (саундтрек) |         |
| 2018 | «Sunflower»         | Шеннон Пёрсер | «Сьерра Берджесс — неудачница» (саундтрек) |         |
| 2019 | «Another Lover»     | Леланд        | Another Lover                              |         |
| 2020 | «Louder than Bombs» | BTS           | Map of the Soul: 7                         |         |

### Комментарии
1. ↑  В Австралии TRXYE появился в австралийском чарте синглов как продажа «Happy Little Pill»; поэтому песни на мини-альбоме не могли попасть в чарты отдельно.
2. ↑  «Wild» не вошёл в «Шведский чарт синглов», но занял шестое место в шведском чарте Heatseeker[28].
3. ↑  «Wild» не вошёл в Billboard Hot 100, но занял четвёртое место в чарте Bubbling Under Hot 100[29].
4. ↑  «Talk Me Down» не вошёл в «Чарт 40 лучших синглов Новой Зеландии», но занял четвёртое место в чарте NZ Heatseekers[33].
5. ↑  «The Good Side» не вошёл в чарт топ-40 синглов Новой Зеландии, но занял четвертое место в чарте синглов Новой Зеландии Heatseeker[38].
6. ↑  «Bloom» не вошёл в чарт Z Top 40 Singles Chart, но занял первое место в NZ Heatseeker Singles Chart[39].
7. ↑  «Dance to This» не вошёл в сотню лучших синглов, но занял четвёртое место в голландском чарте синглов[40].
8. ↑  «Dance to This» не вошёл в чарт NZ Top 40 Singles Chart, но занял первое место в NZ Heatseeker Singles Chart[41].
9. ↑  «Dance to This» не вошёл в Billboard Hot 100, но занял 15 место в чарте Bubbling Under Hot 100[29].
10. ↑  «Animal» не вошёл в чарт NZ Top 40 Singles Chart, но занял 16 место в NZ Hot Singles Chart[42].
11. ↑  «1999» не вошёл в сотню лучших синглов, но занял 14 место в голландском чарте Single Tip[43].
12. ↑  «1999» не вошёл в чарт NZ Top 40 Singles Chart, но занял 10 место в NZ Hot Singles Chart[44].
13. ↑  «1999» не вошёл в Swedish Singellista Chart, но занял 15 место в шведском чарте Heatseeker[45].
14. ↑  «Take Yourself Home» не вошёл в чарт NZ Top 40 Singles Chart, но занял девятое место в NZ Hot Singles Chart[53].
15. ↑  «Easy» не вошёл в чарт NZ Top 40 Singles Chart, но занял 11 место в NZ Hot Singles Chart[54].
16. ↑  «Rager Teenager!» не вошёл в чарт NZ Top 40 Singles Chart, но занял 31 место в NZ Hot Singles Chart[55].
17. ↑  «You» не вошёл в чарт NZ Top 40 Singles Chart, но занял третье место в NZ Hot Singles Chart[57].
18. ↑  «Could Cry Just Thinkin About You» не вошёл в чарт NZ Top 40 Singles Chart, но занял 19 место в NZ Hot Singles Chart[59].
19. ↑  «Angel Baby» не вошёл в чарт NZ Top 40 Singles Chart, но занял 19 место в NZ Hot Singles Chart[61].
20. ↑  «Trouble» не вошёл в чарт NZ Top 40 Singles Chart, но занял 33 место в NZ Hot Singles Chart[63].